# Songo (Musik)
Songo ist eine kubanische Musikrichtung, die entwickelt wurde von Changuito, Perkussionist der Gruppe Los Van Van. Sie zeichnet sich durch den Einsatz verschiedener Perkussionsinstrumente wie Timbales, Kuhglocken, Holzblöcken, elektronischen Trommeln und Becken sowie durch die Schlagtechnik mit den Händen aus. Das erste Album von Los Van Van prägte neben der Nueva Trova die Musik in den 1970er Jahren von Kuba.
Los Van Van vermischten Flöten und Geigen im Charanga-Stil mit Rock, Jazz und brasilianischer Musik. Zudem brachten sie die E-Gitarre und E-Bass sowie das Schlagzeug ein. Die neue Tanzmusik wurde "Songo" getauft. Los Van Van blieb bis heute ein sich wandelnder Organismus, so fand ebenso der Synthesizer, wie neue Stilrichtungen oder neue Formationen Einzug in die Band, ohne dass die Qualität ihrer Musik darunter litt.